# Дюмон, Жак Эдме
Жак Эдме Дюмо́н (фр. Jacques-Edme Dumont; 10 апреля 1761[…], Париж — 21 февраля 1844, Париж) — французский скульптор эпохи неоклассицизма. Представитель большой семьи потомственных французских художников.

## Жизнь и творчество
Жак Эдме был сыном скульптора Эдме Дюмона и отцом скульптора Огюста Дюмона. С 1775 года работал помощником в мастерской известного скульптора неоклассического стиля Огюстена Пажу, затем поступил в Королевскую школу привилегированных учеников (l'École royale des élèves protégés), где также учился под руководством Пажу.
В 1788 году Дюмон выиграл Римскую премию в области скульптуры. С 1788 по 1793 год жил в Риме. После краткого пребывания в Неаполе в 1793 году вернулся во Францию. В период Французской революции Дюмон надеялся получить заказы от Национального конвента, однако это ему не удалось. После этого он стал изготовлять на продажу небольшие статуэтки и медальоны из терракоты. Позднее получил заказ на памятник генералу Франсуа Северену Марсо. Во время Реставрации Бурбонов он создал памятники Святому Людовику, Кольберу, Мальзербу и генералу Шарлю Пишегрю, который в дальнейшем был разрушен.
Жак Эдме Дюмон был выдающимся скульптором-портретистом. Среди известных примеров его портретных произведений — бюст его матери, Марии-Франсуазы Берто, и императрицы Марии-Луизы, жены Наполеона (1810). Он также был отцом пианистки-виртуоза, педагога и композитора Луизы Фаррaнк (урождённой Жанны-Луизы Дюмон).

## Галерея

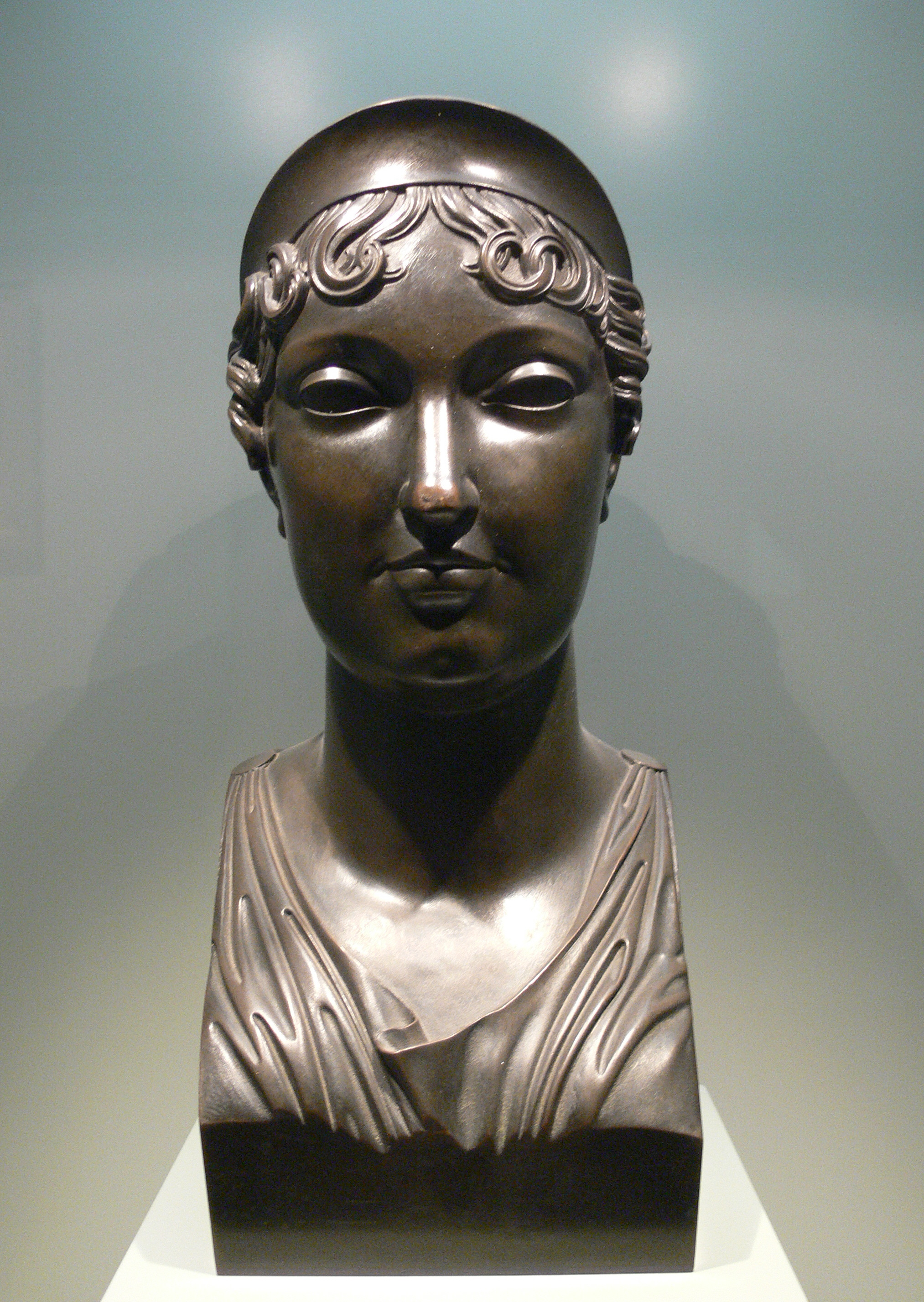
Бюст императрицы Марии-Луизы. 1810. Бронза. Национальный баварский музей, Мюнхен
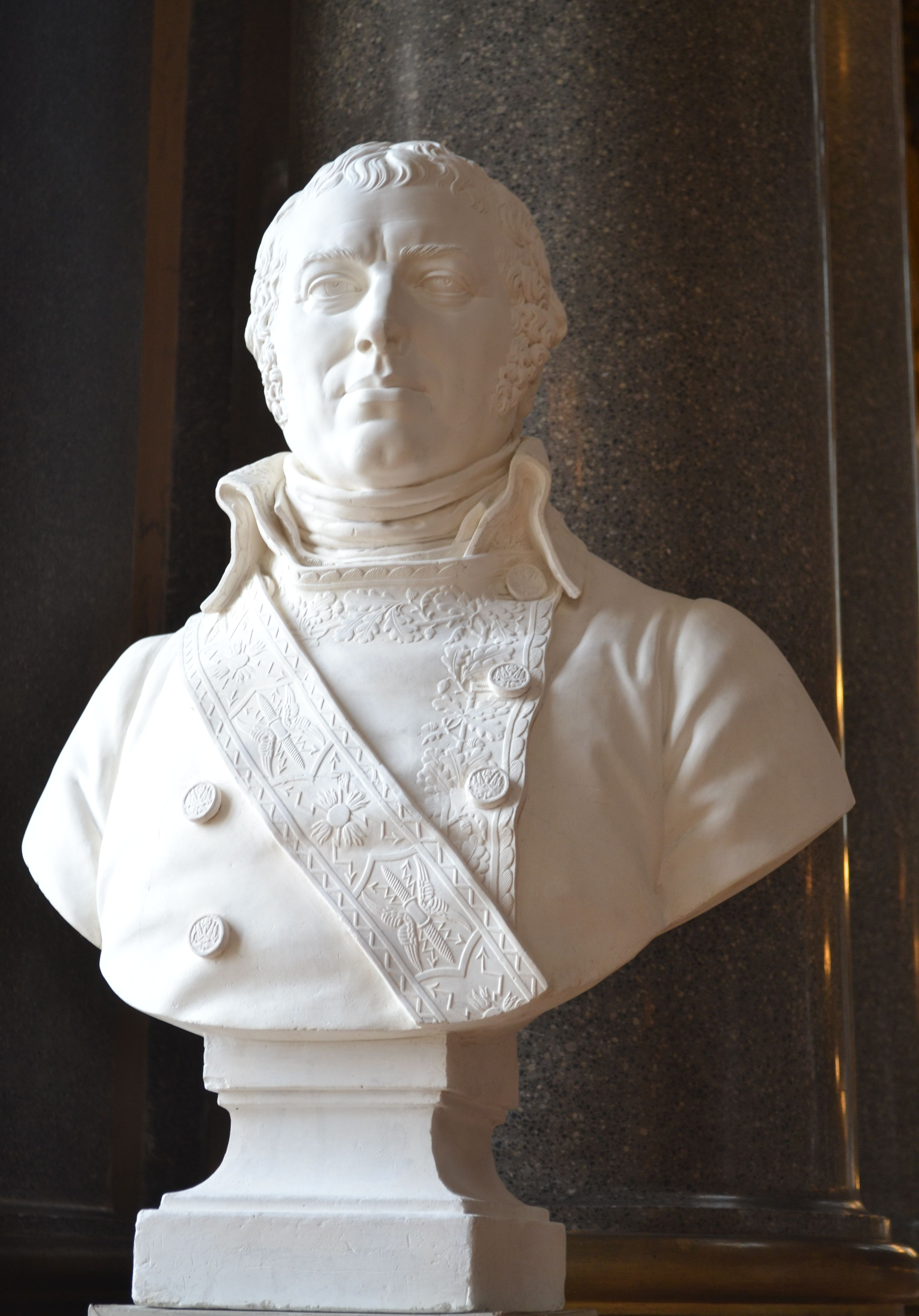
Бюст генерала Жан-Жака. Косса. Мрамор. Версаль
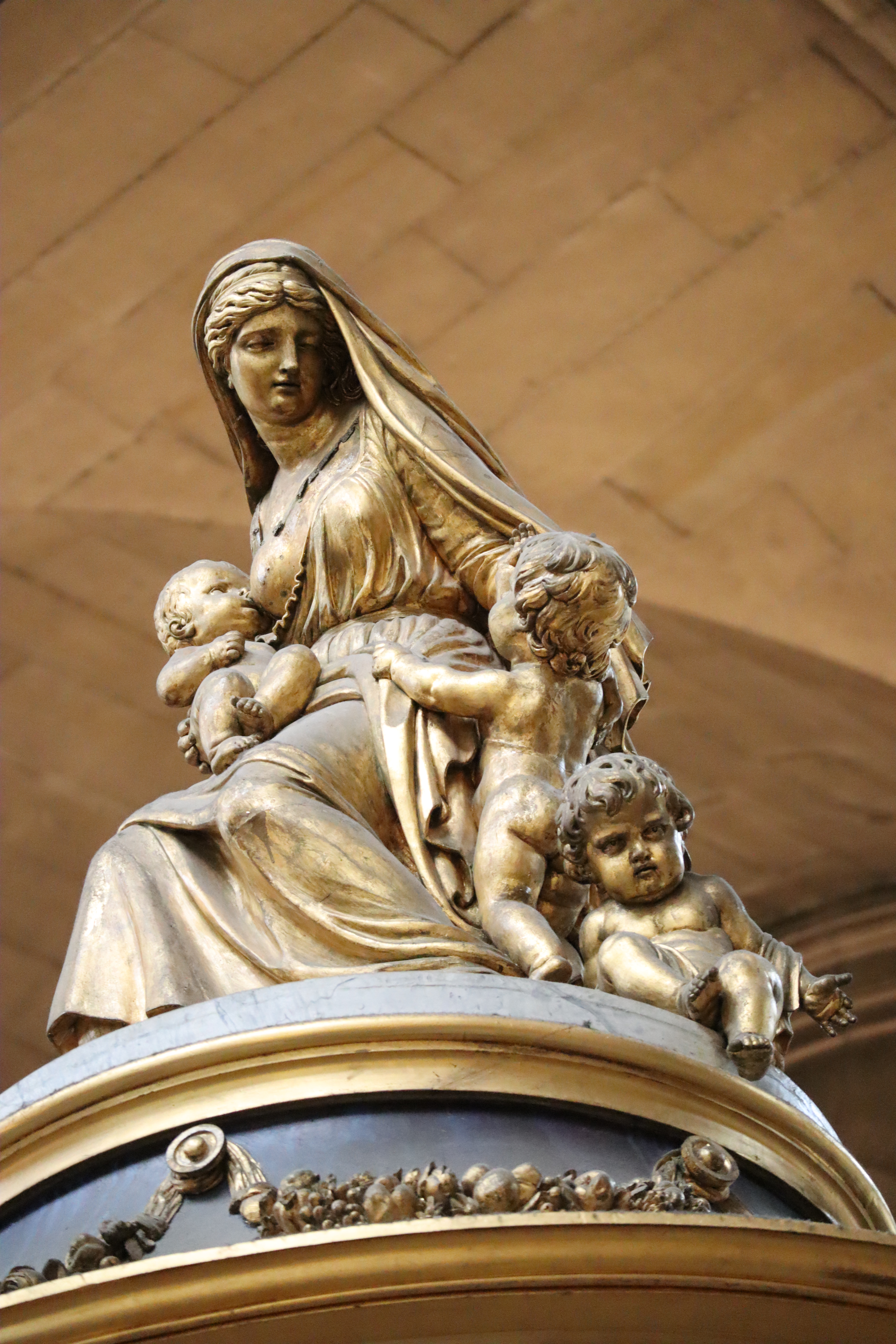
Аллегория Милосердия. Бронза. Деталь кафедры церкви Сен-Сюльпис, Париж
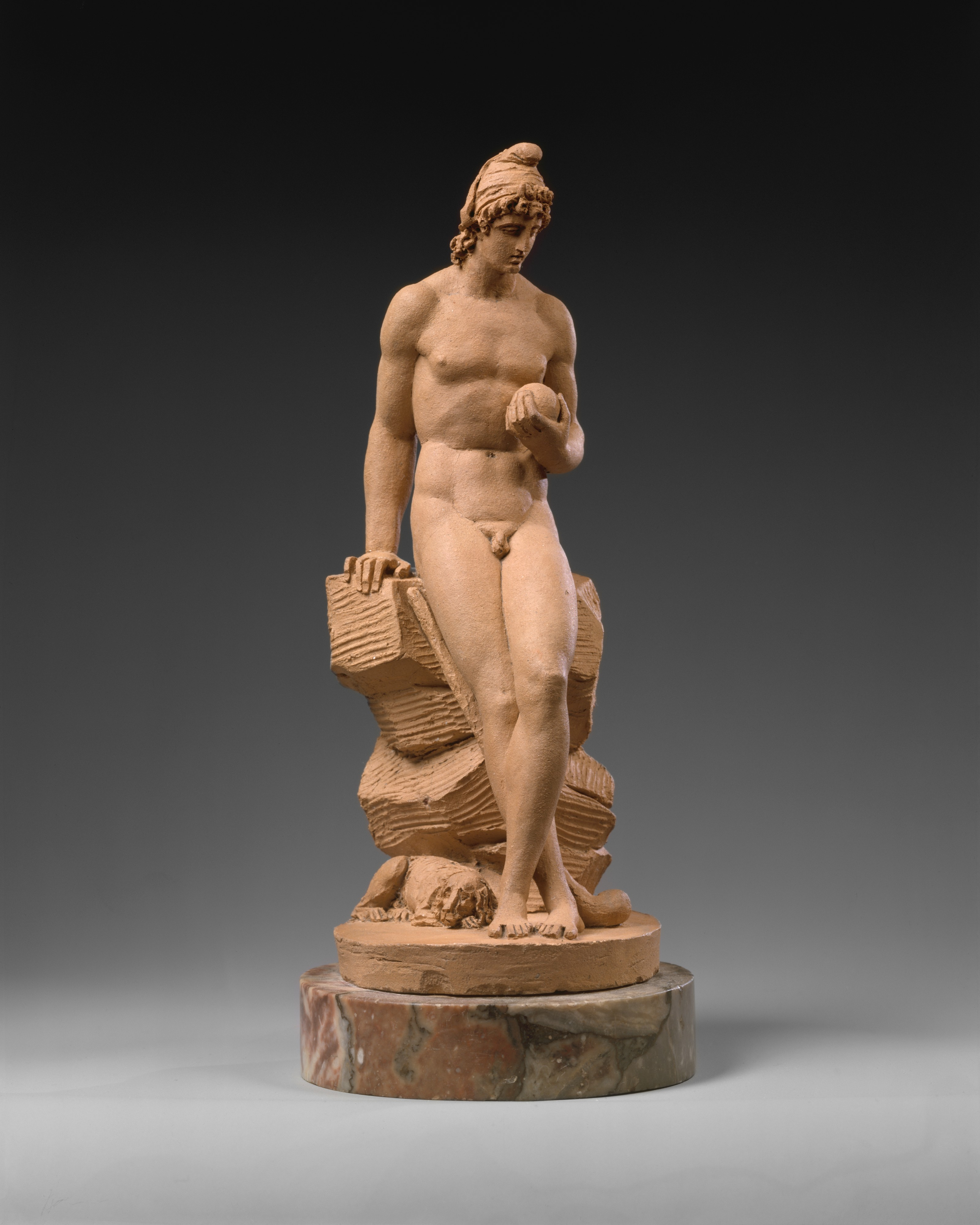
Парис. Ок. 1795. Терракота. Метрополитен-музей, Нью-Йорк
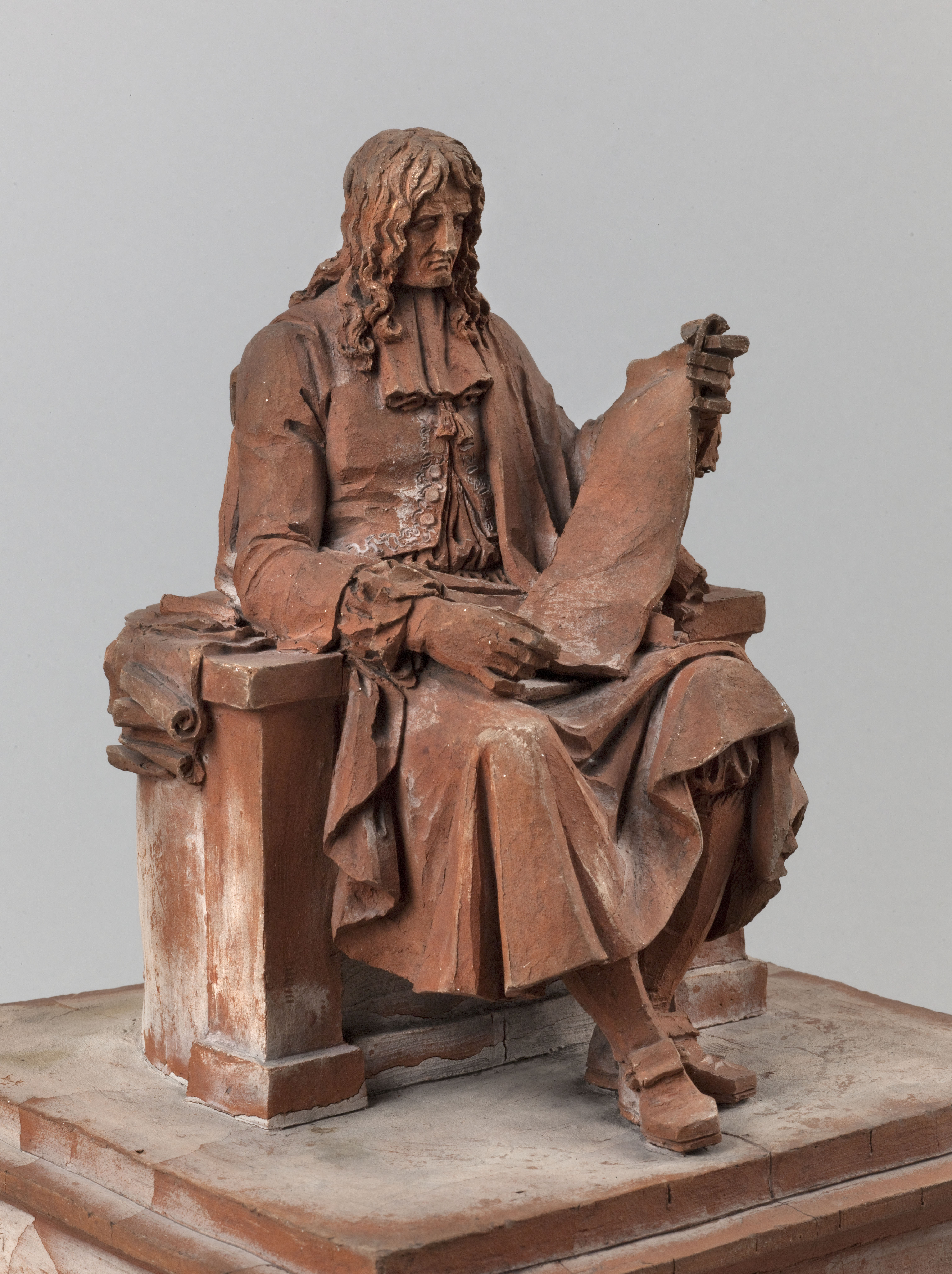
Жан-Батист Кольбер. Модель скульптуры. Ок. 1808. Терракота. Музей Карнавале, Париж
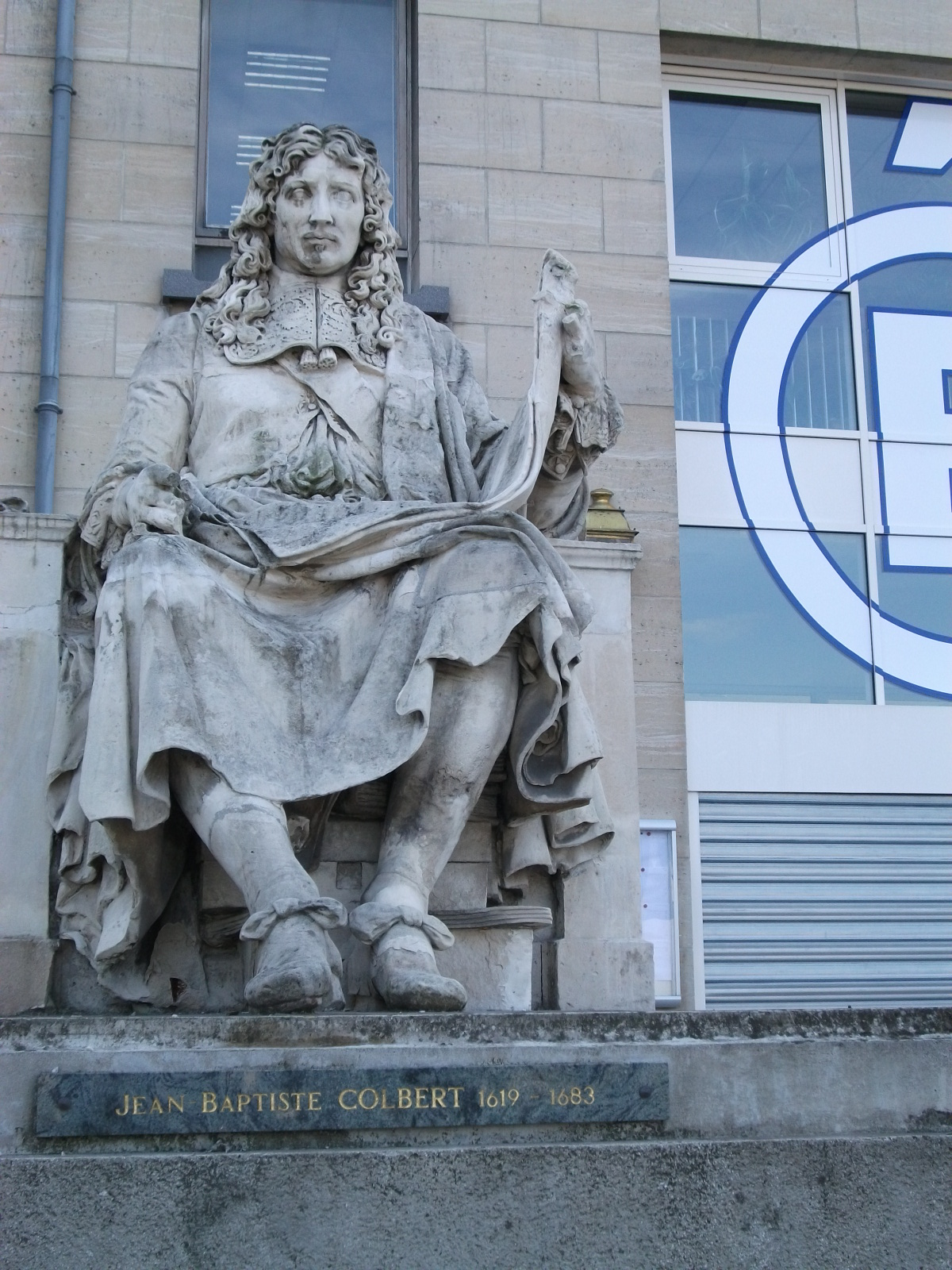
Статуя Кольбера перед зданием Академии, Реймс
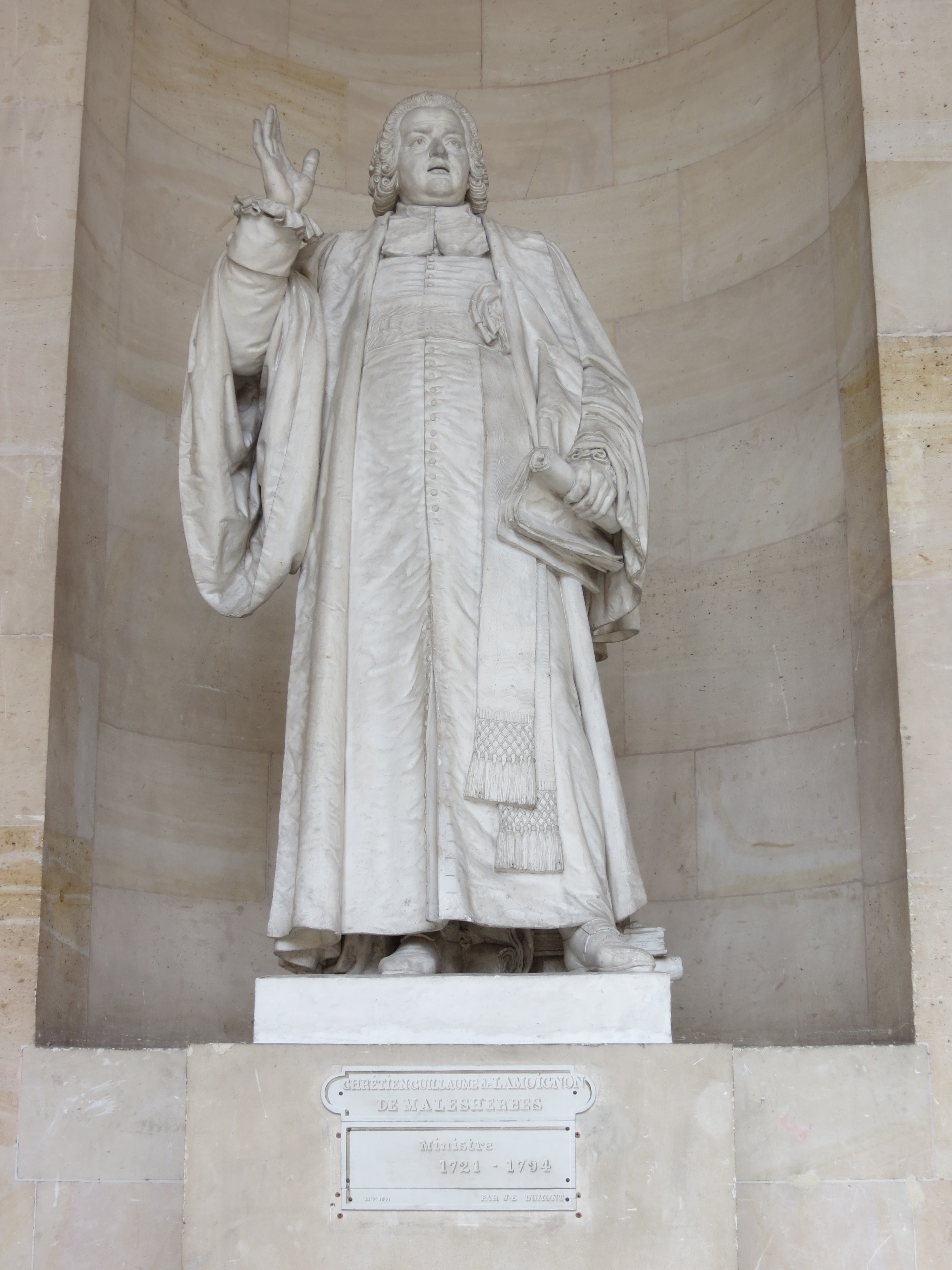
Кретьен Гийом де Ламавуан де Малезерба. Мрамор. Версаль